# St. Katharinen (Braunschweig)

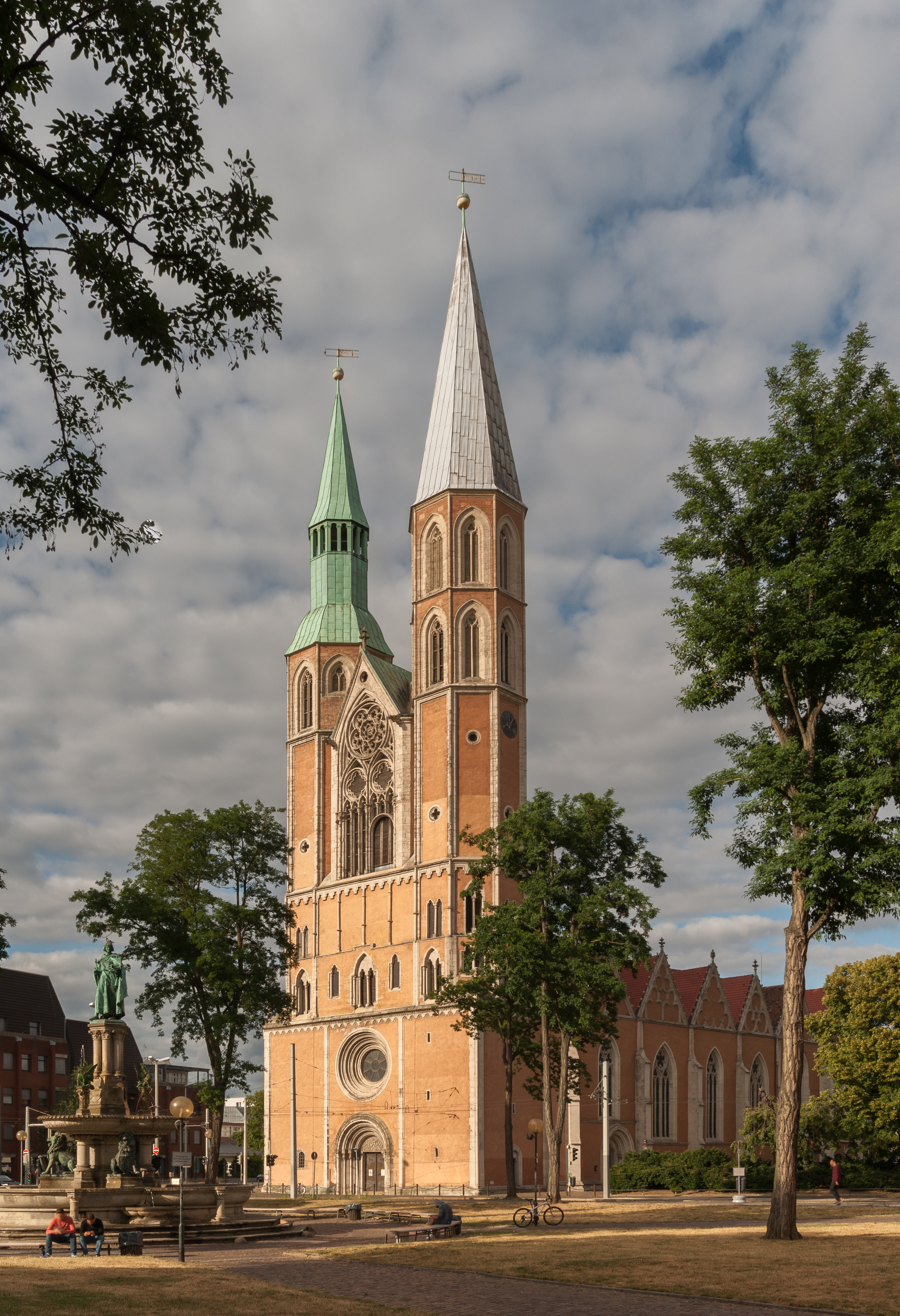
Katharinenkirche mit Hagenmarkt und Heinrichsbrunnen (links vorne) von Südwesten

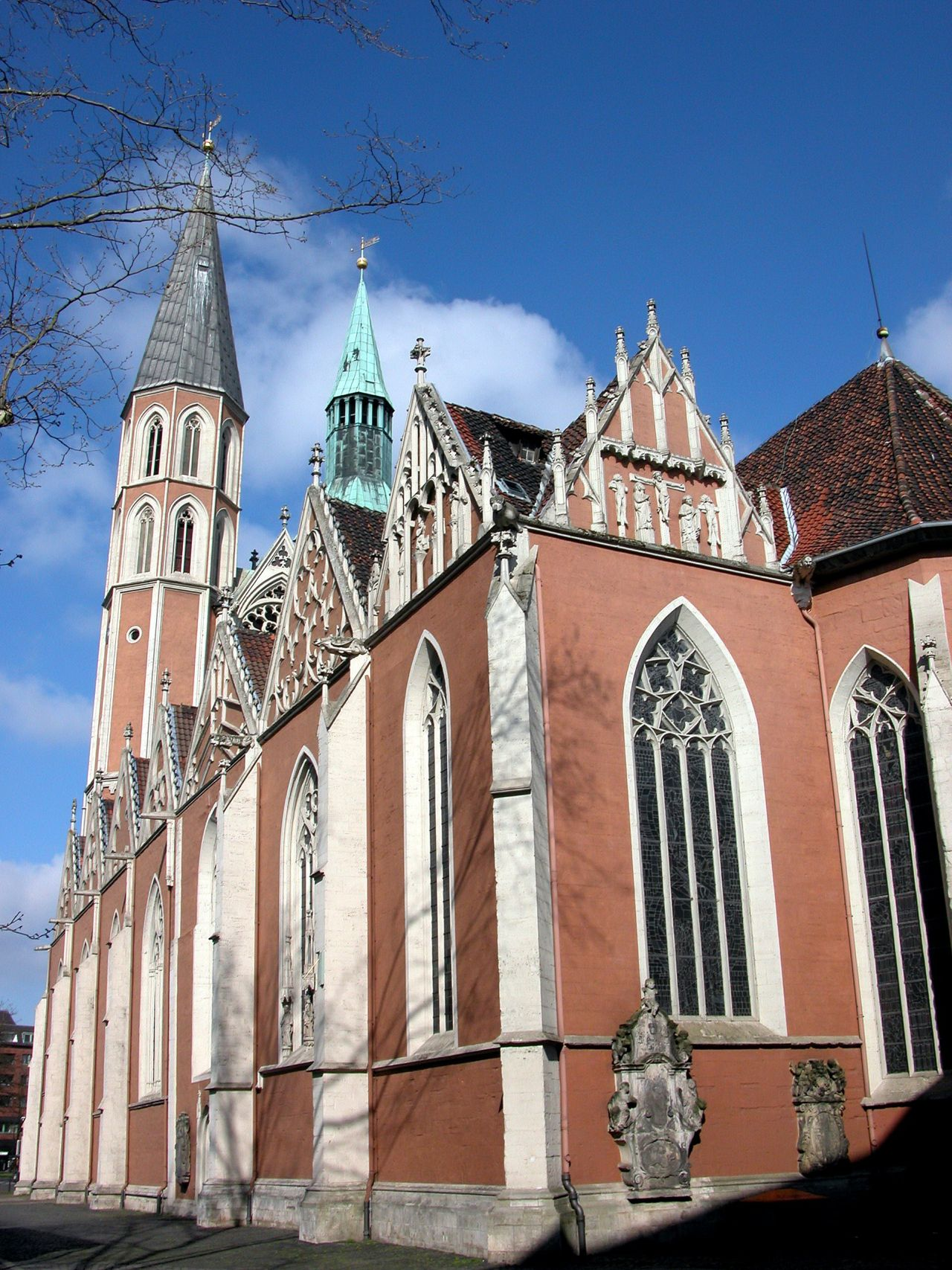
St. Katharinen von Südosten

Die Katharinenkirche in Braunschweig wurde Anfang des 13. Jahrhunderts als Pfarrkirche des Weichbildes Hagen errichtet. Die seit 1528 evangelisch-lutherische Kirche dominiert die Ostseite des Hagenmarktes. Hauptpatronin ist die heilige Katharina von Alexandria, von deren Attributen – Schwert, Rad und Krone – sich das Rad im Wappen des Hagen wiederfindet.

## Bau- und Nutzungsgeschichte

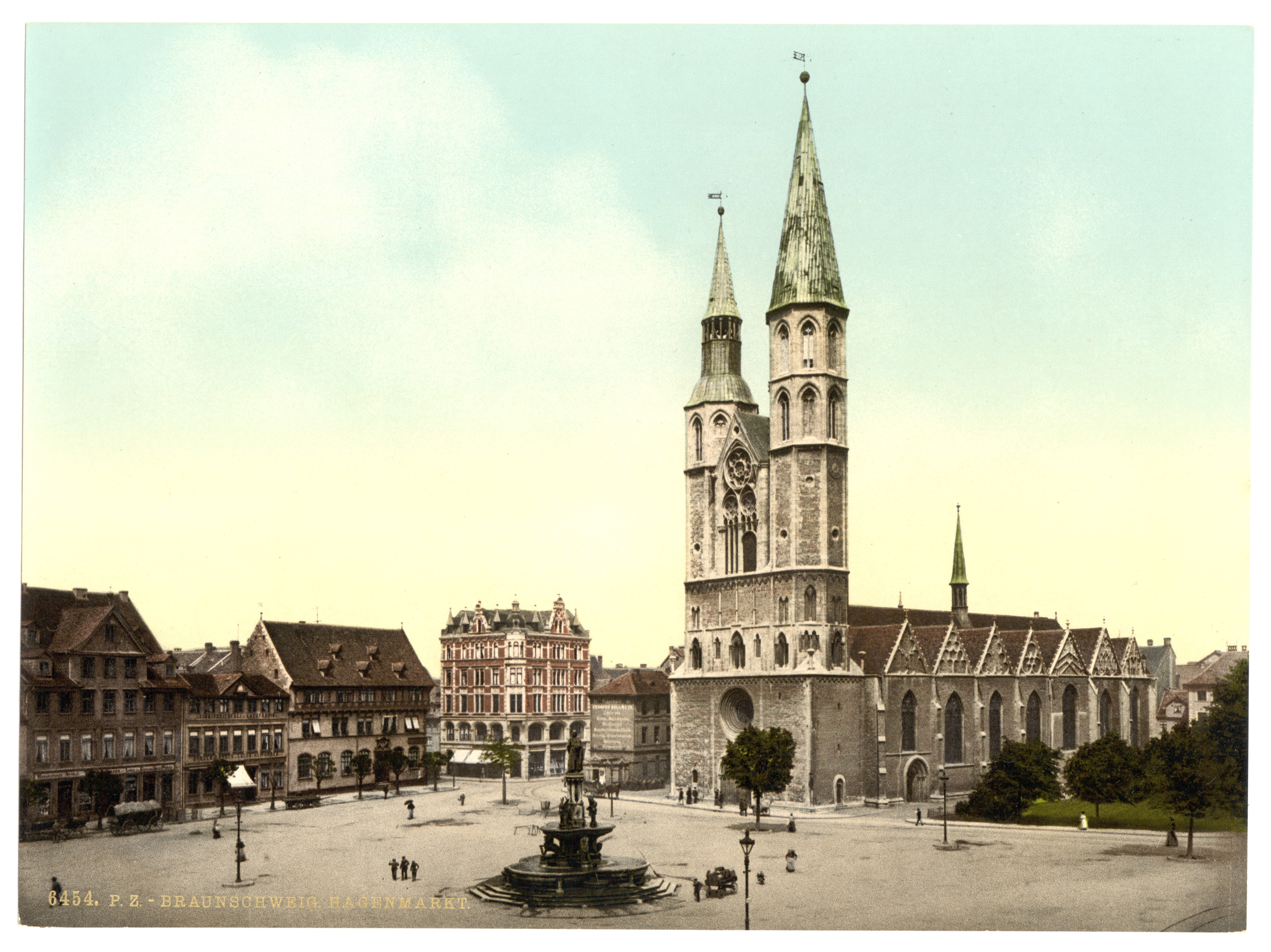
Katharinenkirche, um 1900

Der vermutlich auf eine Stiftung Herzog Heinrichs des Löwen († 1195) zurückgehende romanische Gründungsbau wurde zwischen 1200 und 1205 in enger Anlehnung an den Braunschweiger Dom und die Martinikirche in der Altstadt als Pfeilerbasilika begonnen. Mit dem Stadtrecht, der Jura et libertates Indaginis aus dem Jahre 1227 erhielten die Bürger des Hagen das Recht der Pfarrerwahl zu St. Katharinen. Der Umbau zu einer gotischen Hallenkirche wurde in der zweiten Hälfte des 13. Jahrhunderts begonnen, worauf ein Ablass von 1252 hinweist. Dabei wurden die Seitenschiffe um das Doppelte erweitert und in der Höhe des Mittelschiffes eingewölbt. Der Westbau und der Südturm wurden 1379 fertiggestellt, der Nordturm blieb durch die Abschaffung der Ablassgelder infolge der Reformation unvollendet. Der Südturm hat eine Höhe von 82,18 m, der Nordturm von 74,08 m, davon jeweils 2,58 m für die Wetterstange ab Knaufmitte. Damit ist St. Katharinen der zweithöchste Kirchenbau Braunschweigs nach St. Andreas.

### Reformation und frühe Neuzeit

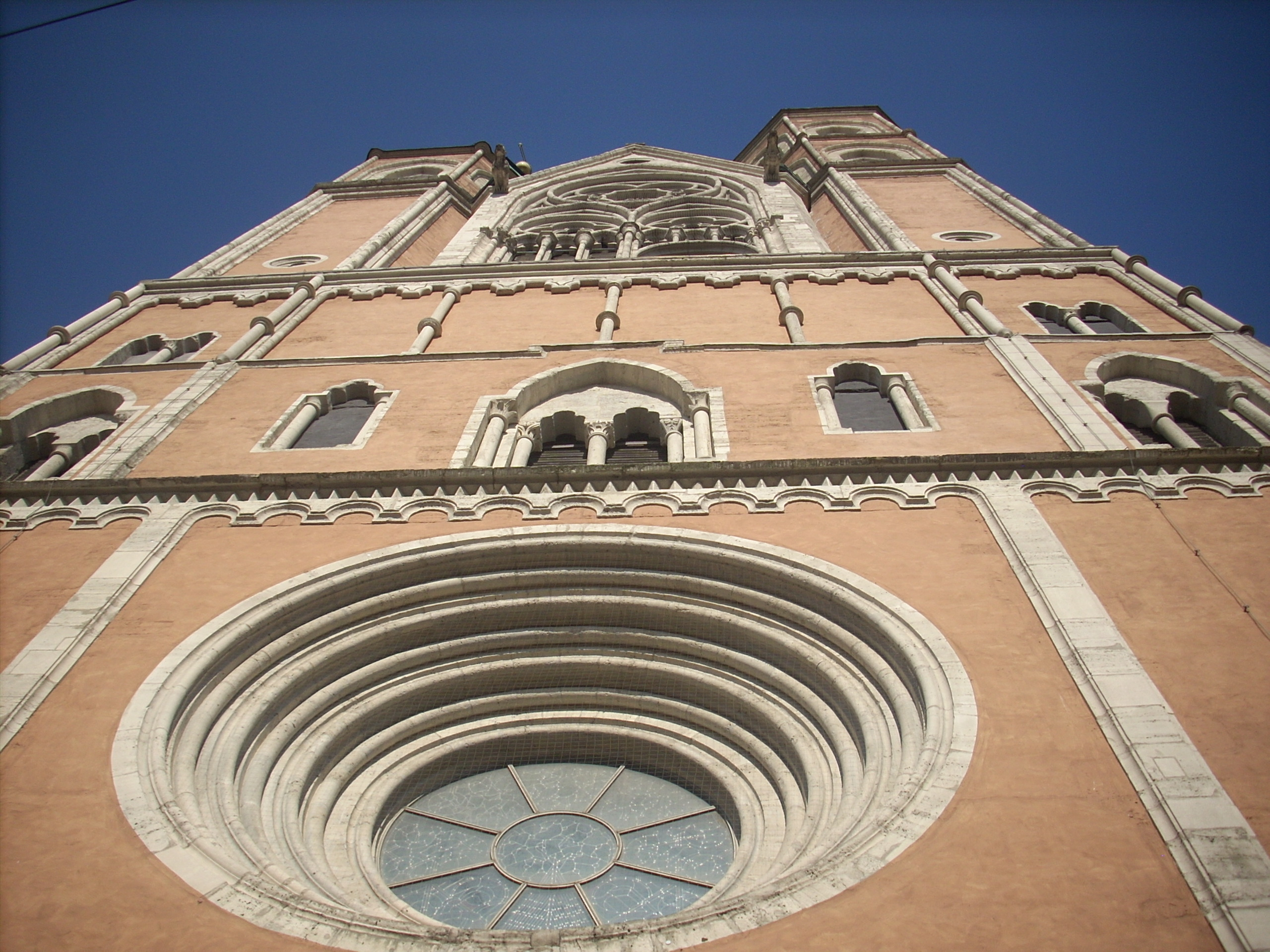
Turmfront

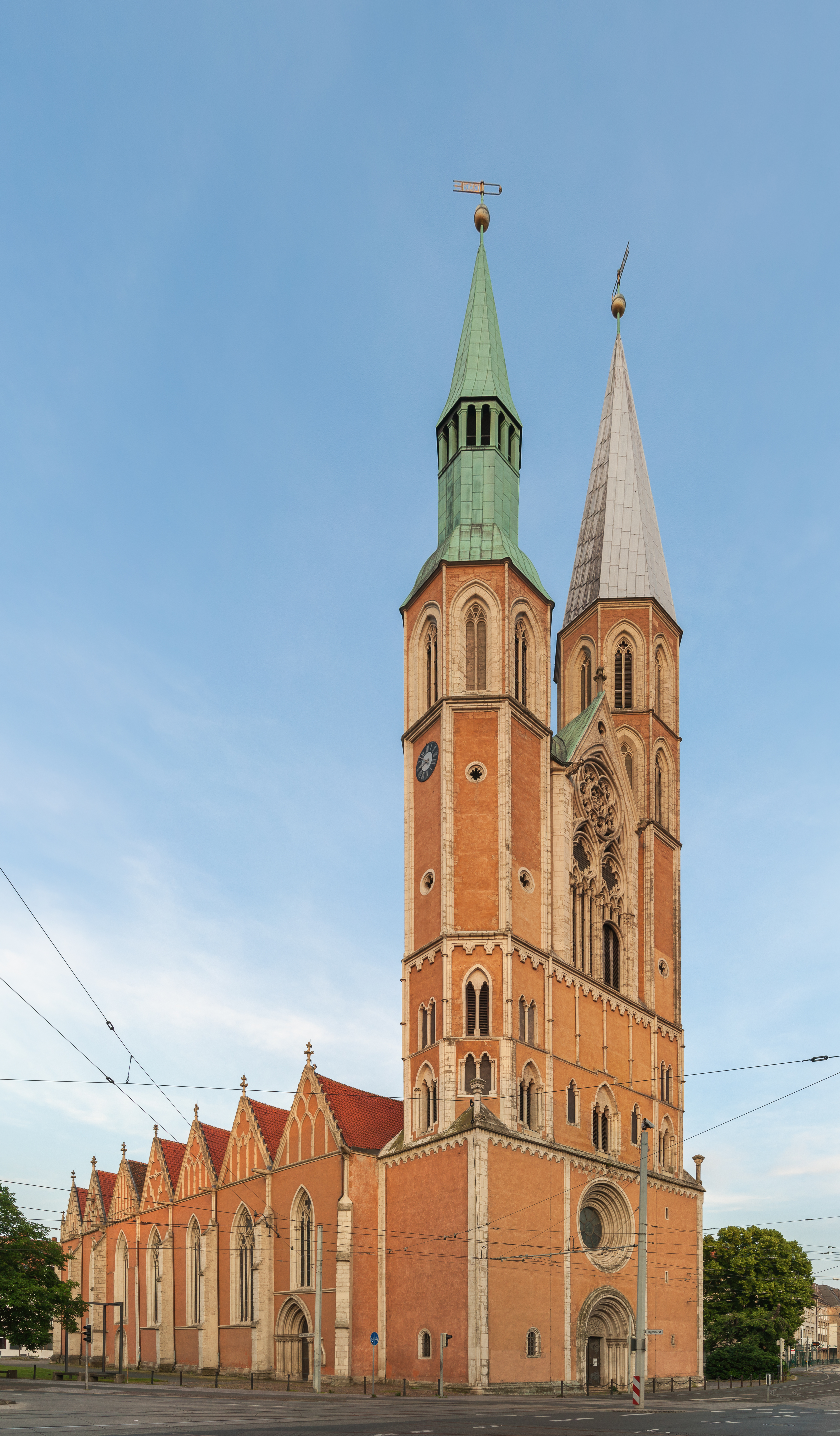
Ansicht des Westbaus und der Türme von Nordwesten im Abendlicht.

1528 wurde die Reformation in Braunschweig eingeführt, womit auch die Katharinenkirche einen protestantischen Pfarrer erhielt. Bemerkenswert ist die aufwendige und kostspielige Ausstattung des Inneren (Fritzsche-Orgel 1623, Schulenburg-Epitaph 1621) zu Zeiten des Dreißigjährigen Krieges.
1698 beraubte Nikol List mit seiner Bande die Kirche. Er war auch durch Raubüberfälle auf den Hamburger Dom und die Lüneburger Goldene Tafel in der dortigen Michaeliskirche bekannt. Er arbeitete etwa mit Nachschlüsseln statt dem früher gebräuchlichen Rennbaum. Zu seiner Beute zählten zahlreiche Gegenstände aus Silber und weitere wertvolle Schmuckstücke, darunter Säbel und Armbänder.
Im 18. Jahrhundert bewarb sich der bekannte Komponist und Bachsohn Wilhelm Friedemann Bach bei Herzog Karl I. um das Organistenamt, wurde jedoch 1771 zugunsten eines Einheimischen abgewiesen.

### 19. und 20. Jahrhundert
Einer der Türme ging am 20. Februar 1815 nach einem Blitzschlag in Flammen auf. Das südliche Langhausportal wurde 1843 geschaffen. In den Jahren 1887 bis 1890 restaurierte Stadtbaurat Ludwig Winter das Kircheninnere. Nach Zerstörungen während des Zweiten Weltkriegs wurde 1946 mit der Wiederherstellung begonnen. Die Turmhelme und das Innere wurden 1957 bis 1958 erneuert.
In den Jahren 1974 bis 1978 wurde der nach Osten geneigte Westbau durch den Braunschweiger Bauingenieur Klaus Pieper († 1995) stabilisiert, nachdem im Zuge der Errichtung der Tiefgarage unter dem Schlosspark der Grundwasserspiegel abgesenkt worden war und die hunderte Baumstämme, auf denen das Kirchengebäude wegen des ehemals sumpfigen Untergrundes errichtet ist, zusammenschrumpften. Der Ingenieur nutzte dazu ein seinerzeit neues Verfahren mittels Ölhydraulik, mit deren Hilfe ganze Wände verhoben werden konnten.
Eine Außenrestaurierung erfolgte zwischen 1987 und 1999. Dabei wurde die Natursteinfassade verputzt und in den Farben, die dem Elmkalkstein und dem Braunschweiger Rogenstein vom Nußberg nachempfunden sind, gestrichen. Die Verputzung hat viel Kritik erfahren. Gemäß Funden von Farbresten unter den steinernen Gesimsen war die Katharinenkirche im Mittelalter ebenfalls verputzt und gestrichen. Das Bruchsteinmauerwerk, in welchem wahllos Bruch- und teilweise Ziegelstein verarbeitet wurde, war jedenfalls nicht als Sichtmauerwerk gebaut worden. Auch tritt die gotische Gliederung des Mauerwerks nach den erfolgten Maßnahmen besser hervor. Diese Maßnahmen wurden getroffen, nachdem einzelne Steine des Mauerwerks in den letzten hundert Jahren bis zu zehn Zentimeter an Dicke verloren hatten.

## Baubeschreibung

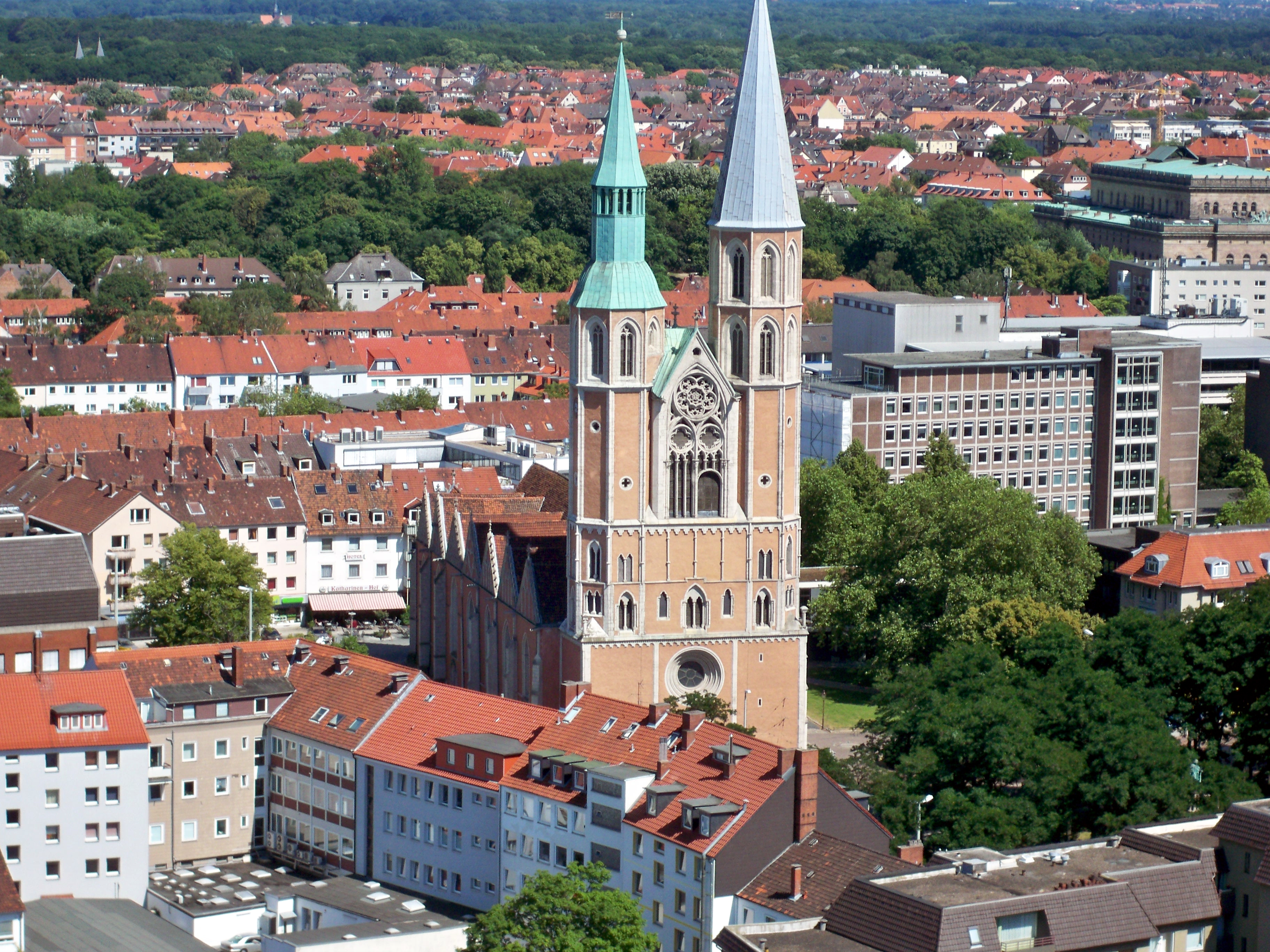
St. Katharinen mit umliegenden Gebäuden

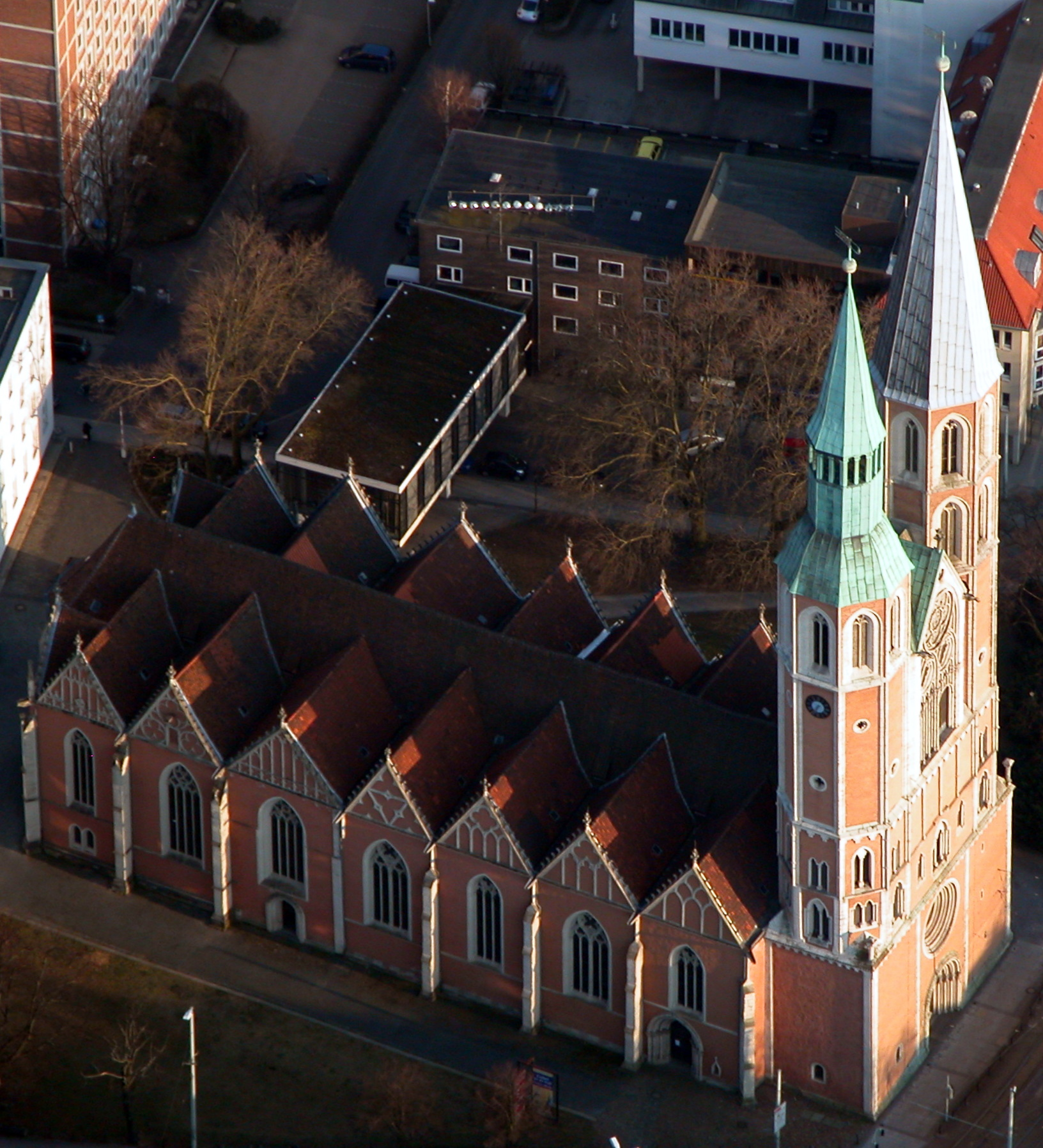
Katharinenkirche von Nordwesten

### Außenbau
Charakteristisch ist der Westbau, der wie beim Braunschweiger Dom als Sächsischer Westriegel konzipiert war. Dem zunächst rein romanischen Unterbau folgt dann ein frühgotisches, weiteres Geschoss, auf der nächsten Ebene folgt dann das hochgotische Glockenhaus mit den spätgotischen Türmen. Durch die Reformation und die Abschaffung der Ablassgelder wurde der Bau nicht vollendet, der Nordturm blieb, wie bei der Andreaskirche, unvollendet.

### Inneres

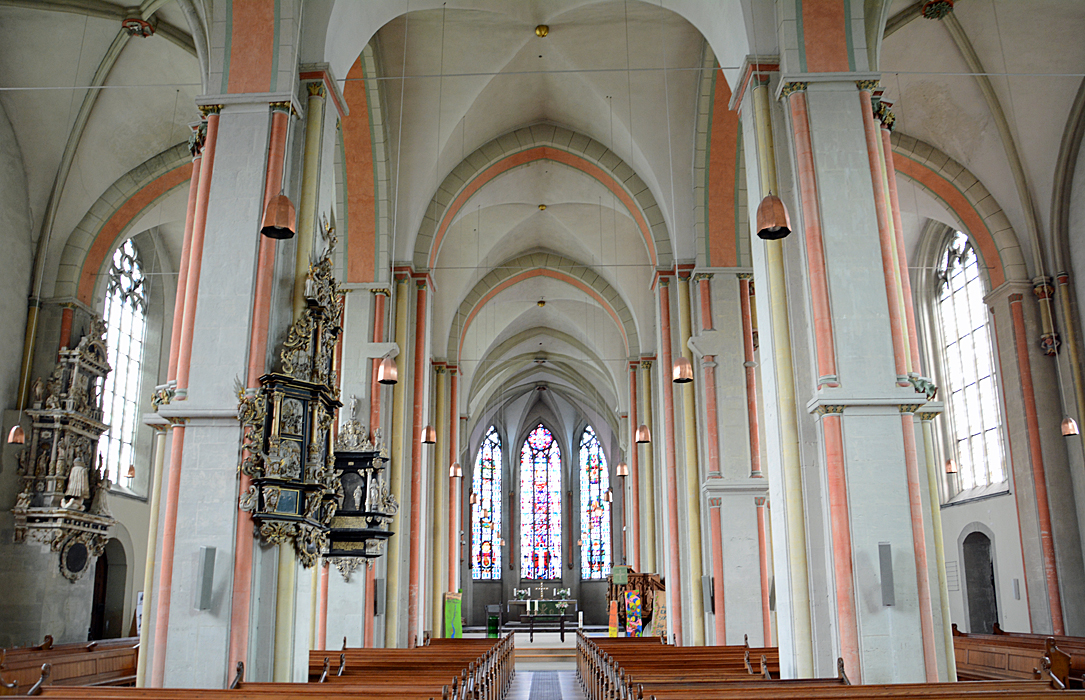
Inneres der Katharinenkirche

Zahlreiche alte Ausstattungsgegenstände, wie das 1488 datierte Kalksteinrelief Christus als Weltenrichter, befinden sich heute im Städtischen Museum. Aus der Zeit des 16. bis 18. Jahrhunderts sind mehrere Epitaphe und Grabdenkmäler erhalten.
Die Glasfenster mit biblischen Themen, unter anderem Auferstehung und Der Baum des Lebens, schuf der Glasmaler Hans Gottfried von Stockhausen in den Jahren 1960 bis 1982.

#### Schulenburg-Epitaph
Nach dem Tod des Militärs Georg von der Schulenburg († 1619) veranlasste seine Witwe, Lucia von Veltheim († 1620), den Bau eines aufwändigen Epitaphs. Für eine vereinbarte Summe von 2000 Talern schuf der Braunschweiger Bildhauer Jürgen Röttger († 1623) zusammen mit dem Magdeburger Lulef Bartels einen vierstöckigen Epitaphlettner mit einer gestaffelten Schauseite aus Schiefer und Kalkstein. Die nach zeitgenössischen Gemälden entstandenen Alabasterreliefs und -figuren stammen von Bartels. Die beiden knienden Stifterfiguren wurden nahezu lebensgroß gestaltet und farbig gefasst. Im Jahre 1789 wurde die Schauwand an die westliche Stirnwand des südlichen Seitenschiffes umgesetzt. Das Schulenburg-Epitaph zählt zu den bedeutendsten Grabdenkmälern in Norddeutschland.

## Orgel

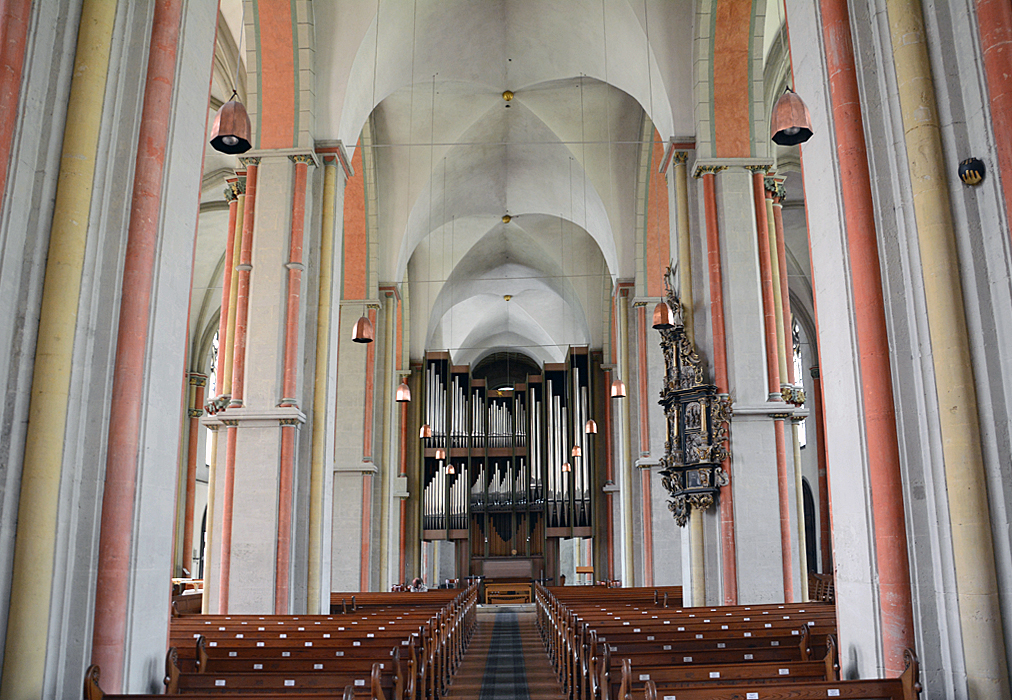
Blick durchs Mittelschiff zur Orgel

Zwischen 1621 und 1623 entstand die Orgel durch Gottfried Fritzsche. Während des 19. und 20. Jahrhunderts erfolgten starke Veränderungen.
Im Jahre 1980 wurde durch die Hamburger Firma Rudolf von Beckerath Orgelbau eine neue Orgel unter Einbeziehung von sechs original erhaltenen Registern der alten Fritzsche-Orgel gebaut. Bei den sechs alten Registern, die wieder verwendet wurden, handelt es sich um Oktave 4′ im Pedal, Subbass 16′ und Nasat 2 2⁄3′ im Hauptwerk, Gedackt 8′, Quintadene 8′ und Quinte 1 1⁄3′ im neuen Schwellwerk. Das Instrument verfügt über 54 Register und Schleifladen. 2015 wurde das Pedal um ein 32′-Register erweitert. Die Spieltrakturen sind mechanisch, die Registertrakturen elektrisch. 2018 wurde die Orgel mit einem elektronischen Abspielgerät mit Münzeinwurf zur Auswahl zwischen elf Musiktiteln versehen. Die dafür eingebauten Magneten betätigen die Tonventile ohne die vorhandene Spieltraktur in Bewegung zu setzen. Die Aufnahmen sind von Kirchenmusikdirektor Carl-Eduard Hecker eingespielt worden.
| I Hauptwerk C–g3 |                |       |
| 1.               | Subbass        | 16′   |
| 2.               | Prinzipal      | 8′    |
| 3.               | Rohrflöte      | 8′    |
| 4.               | Gemshorn       | 8′    |
| 5.               | Oktave         | 4′    |
| 6.               | Nachthorn      | 4′    |
| 7.               | Nasat          | 2 ⁄3′ |
| 8.               | Oktave         | 2′    |
| 9.               | Flachflöte     | 2′    |
| 10.              | Mixtur VI–VIII |       |
| 11.              | Scharf IV      |       |
| 12.              | Trompete       | 16′   |
| 13.              | Trompete       | 8′    |

| II Schwellwerk C–g3 |                    |       |
| 14.                 | Gedackt            | 8′    |
| 15.                 | Quintadena         | 8′    |
| 16.                 | Spitzgambe         | 8′    |
| 17.                 | Oktave             | 4′    |
| 18.                 | Rohrflöte          | 4′    |
| 19.                 | Oktave             | 2′    |
| 20.                 | Waldflöte          | 2′    |
| 21.                 | Quinte             | 1 ⁄3′ |
| 22.                 | Sesquialtera II    | 2 ⁄3′ |
| 23.                 | Obertöne II        |       |
| 24.                 | Scharf V–VII       |       |
| 25.                 | Dulzian            | 16′   |
| 26.                 | Oboe               | 8′    |
| 27.                 | Krummhorn          | 8′    |
|                     | Tremulant          |       |
| 28.                 | Spanische Trompete | 8′    |
| 29.                 | Prinzipal          | 8′    |
| 30.                 | Holzflöte          | 8′    |

| III Brustwerk C–g3 |             |       |
| 31.                | Holzgedackt | 8′    |
| 32.                | Blockflöte  | 4′    |
| 33.                | Prinzipal   | 2′    |
| 34.                | Gemshorn    | 2′    |
| 35.                | Sifflöte    | 1 ⁄3′ |
| 36.                | Oktave      | 1′    |
| 37.                | Terzian II  |       |
| 38.                | Scharf IV   |       |
| 39.                | Vox humana  | 8′    |
|                    | Tremulant   |       |

| Pedal C–d1 |                  |         |
| 40.        | Prinzipal        | 16′     |
| 41.        | Subbass          | 16′     |
| 42.        | Quintbass        | 10 2⁄3′ |
| 43.        | Oktave           | 8′      |
| 44.        | Gedackt          | 8′      |
| 45.        | Oktave           | 4′      |
| 46.        | Koppelflöte      | 4′      |
| 47.        | Nachthorn        | 2′      |
| 48.        | Rauschpfeife III |         |
| 49.        | Mixtur VI–VIII   |         |
| 50.        | Posaune          | 16′     |
| 51.        | Trompete         | 8′      |
| 52.        | Trompete         | 4′      |
| 53.        | Cornet           | 2′      |
| 54.        | Untersatz        | 32′     |

- Koppeln:
- Spielhilfen: 1000-fache elektronische Setzeranlage

## Geläut
Es sind drei Kirchenglocken aus den Jahren 1498, 1533 und 1656 erhalten, die 1987 durch zwei neuere ergänzt wurden, so dass das Glockengeläut von St. Katharinen zu Braunschweig aus insgesamt fünf Glocken besteht.
- Glocke 1 mit dem Namen „Servator“ (Bewahrer) wurde 1553 von Johannes Moor aus Hertogenbosch (Niederlande) gegossen. Ihr Nominal liegt bei h° +11, ihr Gewicht beträgt ca. 2.700 kg, der Durchmesser liegt bei 1650 mm. Die Haube der Glocke wurde zur Aufhängung am Stahljoch durchbohrt.

- Glocke 2 mit dem Namen „Salvator“ (Retter) wurde 1656 von Ludolf Siegfriedt gegossen. Ihr Nominal liegt bei d′ +10, ihr Gewicht beträgt ca. 1.750 kg, der Durchmesser liegt bei 1500 mm. Auch bei dieser Glocke wurde die Haube zur Aufhängung am Stahljoch durchbohrt.

- Glocke 3 mit dem Namen „Sankt Katharina“ wurde 1987 von Petit & Gebr. Edelbrock in Gescher gegossen. Ihr Nominal liegt bei e′ +8, ihr Gewicht beträgt 1.100 kg, der Durchmesser liegt bei 1190 mm.

- Glocke 4 mit dem Namen „Johannes Baptista“ wurde 1987 ebenfalls von Petit & Gebr. Edelbrock in Gescher gegossen. Ihr Nominal liegt bei g′ +8, ihr Gewicht beträgt 680 kg, der Durchmesser liegt bei 1010 mm.

- Glocke 5, die kleinste Läuteglocke, ist die „Vaterunserglocke“. Sie wurde 1498 in Braunschweig von Hinrik Menten d. Ä. gegossen. Ihr Nominal liegt bei e″, ihr Gewicht beträgt 136 kg, der Durchmesser liegt bei 650 mm.

- Eine sechste Glocke ist eine Uhrschlagglocke von Arend Greten aus dem Jahr 1696. Ihr Umfang beträgt 735 mm.

## Pastoren

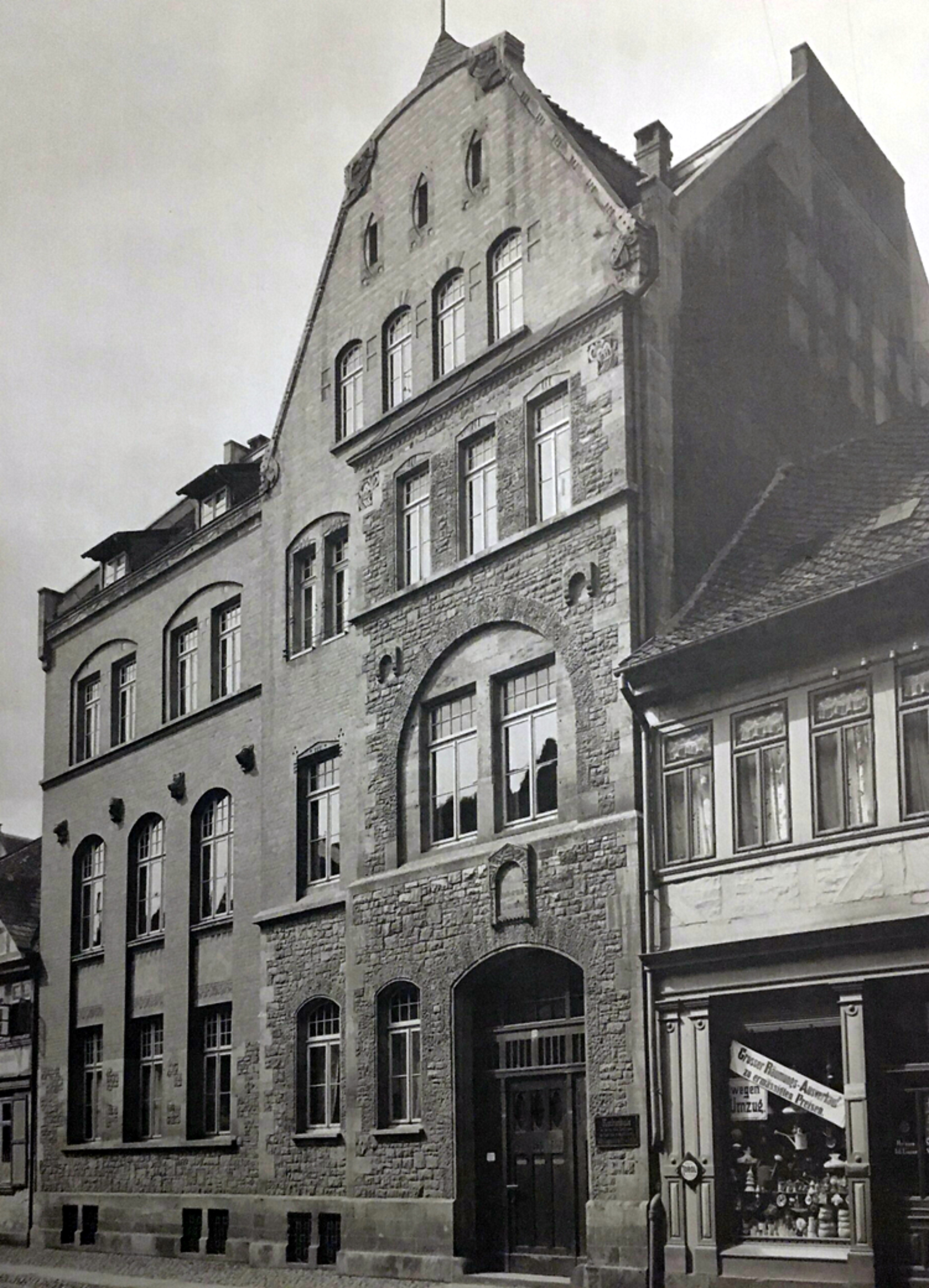
Alres Gemeindehaus, erbaut unter Pastor August Stock, im Zweiten Weltkrieg zerstört

Seit der Reformation wurden zwei Predigerstellen an der Katharinenkirche besetzt. Bekannte Pastoren waren:
- 1529–1537/39: Johann Riebling
- 1557–1572: Georg Stamke (Stammich)
- 1609–1626: Eberhard Baring sen., Vater von Eberhard Baring
- 1678–1682: Bartholomäus Botsack, seit 1683 Superintendent der Stadt Braunschweig
- 1682–1693: Christian Ludwig Ermisch, seit 1693 Superintendent
- 1693–1734: Georg Heinrich Pfeiffer
- 1867–1899: Werner Bertram
- 1876–1895: August Skerl
- 1896–1910: August Stock
- 1901–1934: Martin Bücking
- 1911–1933: Johannes Schlott
- 1945–1975: Siegfried Stange